# Boolescher Primidealsatz
Der boolesche Primidealsatz sagt aus, dass jede boolesche Algebra ein Primideal enthält. Der Beweis dieses Satzes kann nicht ohne transfinite Methoden geführt werden, das bedeutet, dass er nicht aus den Axiomen der Mengenlehre ohne Auswahlaxiom beweisbar ist. Umgekehrt ist das Auswahlaxiom nicht aus dem booleschen Primidealsatz beweisbar, dieser Satz ist also schwächer als das Auswahlaxiom. Außerdem ist der Satz (relativ zu den Axiomen der Zermelo-Fraenkel-Mengenlehre) äquivalent zu einigen anderen Sätzen wie zum Beispiel Gödels Vollständigkeitssatz. (Das bedeutet, dass man aus den Axiomen der Mengenlehre plus dem booleschen Primidealsatz dieselben Sätze beweisen kann wie aus den Axiomen der Mengenlehre plus dem gödelschen Vollständigkeitssatz.)
Ersetzt man die boolesche Algebra durch ihre duale boolesche Algebra, so wird der boolesche Primidealsatz zum Ultrafilterlemma.

## Definitionen
In einer booleschen Algebra kann auf natürliche Weise eine Ordnung eingeführt werden:
{\displaystyle u\leq v:\Leftrightarrow u\lor v=v}
Ein Ideal {\displaystyle I} einer booleschen Algebra {\displaystyle B} ist eine echte Teilmenge von {\displaystyle B} mit folgenden Eigenschaften:
- {\displaystyle (u\in I} und {\displaystyle v\leq u)\Rightarrow v\in I}
- {\displaystyle (u\in I} und {\displaystyle v\in I)\Rightarrow u\lor v\in I}

Ein Ideal {\displaystyle I} ist ein Primideal, wenn {\displaystyle I} die zusätzliche Eigenschaft hat, dass für jedes Element {\displaystyle u} aus {\displaystyle B} gilt, dass {\displaystyle I} entweder {\displaystyle u} oder {\displaystyle \neg u} enthält.
{\displaystyle I} kann nicht sowohl {\displaystyle u} als auch {\displaystyle \neg u} enthalten, da sonst
{\displaystyle 1=u\lor \neg u\in I}
wäre, und da für ein beliebiges Element {\displaystyle v\in B} stets
{\displaystyle v\leq 1}
gilt, wäre dann auch {\displaystyle v\in I} für alle {\displaystyle v\in B}, also {\displaystyle I=B} im Widerspruch zur Definition eines Ideals.

## Satz
Die Aussage des booleschen Primidealsatzes ist:
- Jede boolesche Algebra besitzt ein Primideal.

Diese Aussage ist nur scheinbar schwächer als die folgende:
- Jedes Ideal einer booleschen Algebra {\displaystyle B} liegt in einem Primideal.

Denn ist {\displaystyle I} ein Ideal, so lässt sich auf  {\displaystyle B} eine Äquivalenzrelation definieren:
{\displaystyle u\sim v:\Leftrightarrow (u\wedge \neg v)\lor (\neg u\wedge v)\in I}, also
{\displaystyle u\sim 0\Leftrightarrow u\in I}
Der Quotient nach dieser Äquivalenzrelation (bzw. dem Ideal) {\displaystyle B/I} trägt durch die Definitionen
{\displaystyle [u]\lor [v]:=[u\lor v],\quad [u]\land [v]:=[u\land v],\quad \neg [u]:=[\neg u]}
eine natürliche Struktur als boolesche Algebra und der kanonische Homomorphismus {\displaystyle \phi \colon B\to B/I} bildet genau {\displaystyle I} auf {\displaystyle 0} ab. Daher ist das Urbild {\displaystyle \phi ^{-1}(P)} eines Primideals {\displaystyle P} von {\displaystyle B/I} ein Primideal von {\displaystyle B}, das {\displaystyle I} enthält.

## Beweis
Der Beweis ist eine Standardanwendung des zornschen Lemmas und somit des Auswahlaxioms. Die Menge aller Ideale ist über die Teilmengenrelation geordnet und die Vereinigung einer Kette ist wieder ein Ideal. Es gibt also ein maximales Element.
Nun Beweis durch Widerspruch: Angenommen, dieses maximale Ideal {\displaystyle M} ist kein Primideal. Dann gibt es ein {\displaystyle u\in B} mit {\displaystyle u,\neg u\notin M}.
Ist nun {\displaystyle \neg u\lor w=1} für ein {\displaystyle w\in B}, so gilt {\displaystyle u\lor s<1} für alle {\displaystyle s\in B}: Denn, falls {\displaystyle u\lor s=1}, so wäre auch 
{\displaystyle 1=(\neg u\lor w)\wedge (u\lor s)=(\neg u\lor u)\wedge (\neg u\lor s)\wedge (w\lor u)\wedge (w\lor s)=(\neg u\lor s)\wedge (w\lor u)\wedge (w\lor s)}
Da {\displaystyle M} ein Ideal ist, liegen {\displaystyle (\neg u\lor s),(w\lor u)} und {\displaystyle (w\lor s)} in {\displaystyle M}, also auch {\displaystyle 1\in M}, was nicht sein kann.
Daher ist gilt also für alle {\displaystyle w\in B:\neg u\lor w<1} oder für alle {\displaystyle w\in B:u\lor w<1}
Es gelte ohne Beschränkung der Allgemeinheit für alle
{\displaystyle w\in B:u\lor w<1}
Das kleinste Ideal {\displaystyle M^{*}}, das {\displaystyle M} umfasst und {\displaystyle u} enthält ({\displaystyle M^{*}:=M\cup \{s\lor u|s\in M\}}) ist echt größer als {\displaystyle M}. {\displaystyle M} ist also nicht maximal im Gegensatz zur Annahme, also Widerspruch.
{\displaystyle M} ist daher ein Primideal.

## Äquivalente Aussagen
Folgende Aussagen sind zum booleschen Primidealsatz äquivalent, wenn lediglich ZF angenommen wird:
- Der Stonesche Darstellungssatz:

Jede boolesche Algebra ist zu einer Mengenalgebra isomorph.
- Der Gödelsche Vollständigkeitssatz:

Jede konsistente Theorie besitzt ein Modell.
- Der Kompaktheitssatz:

Eine Menge von Aussagen der Prädikatenlogik erster Stufe hat genau dann ein Modell, wenn jede endliche Teilmenge ein Modell hat.
- Das Ultrafilterlemma:

Jeder Filter lässt sich zu einem Ultrafilter erweitern.
- Der Satz von Lindenbaum:

Jede konsistente Theorie der Prädikatenlogik erster Stufe lässt sich zu einer maximal konsistenten Theorie erweitern.

## Folgerungen
Aus den Axiomen der Mengenlehre ohne Auswahlaxiom, aber mit booleschen Primidealsatz, kann unter anderem gefolgert werden:
- Satz von Marczewski-Szpilrajn: Jede partielle Ordnung lässt sich zu einer linearen Ordnung erweitern.
- Satz von Artin-Schreier: Auf jedem Körper, in dem −1 keine Summe von Quadraten ist, lässt sich eine Ordnung einführen.
- Satz von Tychonoff für Hausdorff-Räume: Jedes Produkt kompakter Hausdorff-Räume ist kompakt. Der allgemeine Satz von Tychonoff ist hingegen äquivalent zum Auswahlaxiom.